# Giorgio Ascarelli
Giorgio Ascarelli (Napoli, 18 maggio 1894 – Napoli, 12 marzo 1930) è stato un imprenditore e dirigente sportivo italiano ed industriale tessile.

## Biografia
Nacque da Salomone Pacifico Ascarelli, ex vice sindaco di Napoli per la zona Mercato e titolare di una grande industria di tessuti fondata nel 1879 che portava il suo nome. Appassionato di calcio, fu tra i fondatori dell'Open Air Sporting Club, quindi, come scrisse l'anonimo giornalista del Mattino nel suo coccodrillo «passava a valorizzare l'Internazionale poi l'Internaples»,  di cui nell'estate del 1925 rileva da Emilio Reale il ruolo di presidente, per diventare successivamente presidente e mecenate del Napoli. 
Fu protagonista del rinascimento ebraico napoletano e mantenne relazioni col mondo culturale,  anche come amante dell'arte e studioso autodidatta di pittura.
Appassionato di sport, fu tra i fondatori del Real Circolo Canottieri Italia cui donò la sede sulla Banchina Santa Lucia.

### Attività di industriale
Come industriale si trovò ad amministrare un fatturato considerevole, che incrementò ulteriormente grazie alle sue innate capacità imprenditoriali; la sua Manifattura di Villadosia aveva carattere di interesse nazionale estendendo la propria attività anche in Lombardia nella zona di Busto Arsizio.

### La presidenza del Calcio Napoli
Nell'estate del 1926, a seguito dell'entrata in vigore della Carta di Viareggio con cui il CONI fascista consente alle squadre di Roma e Napoli di partecipare alla divisione nazionale con quelle del Nord, è il promotore principale del cambio di denominazione sociale del Napoli Calcio, da Internaples F.B.C. ad A.C. Napoli, in modo da compiacere al regime che mal tollerava nomi e termini in lingua inglese.
Nonostante i suoi sforzi economici ed alle sue idee di mercato, la nuova formazione cominciò il campionato nazionale perdendo molte partite consecutive. In seguito a una crisi societaria, l'11 novembre 1926 Ascarelli rassegnò le dimissioni. Tornò alla presidenza del Napoli nel dicembre 1928. Al termine della stagione 1928/29 riuscì a convincere la FIGC ad allargare a diciotto partecipanti, anziché a sedici, il primo campionato a girone unico, facendovi rientrare anche la propria squadra e dimostrandosi influente dirigente sportivo anche a livello federale.

### Il decesso
Ascarelli morì nel 1930, a 36 anni, a causa di un attacco di peritonite.

## La costruzione dello stadio negato dal fascismo
Nel 1929 Ascarelli commissionò, completamente a proprie spese, la costruzione di un nuovo campo sportivo, di proprietà privata del club, al Rione Luzzatti, nei pressi della Ferrovia di Napoli. Lo stadio, inaugurato il 23 febbraio 1930 col nome di "Vesuvio" (dal nome dell'omonima via in cui esso sorgeva), gli sarebbe stato successivamente dedicato a furor di popolo, in conseguenza della sua scomparsa, avvenuta appena diciassette giorni dopo l'inaugurazione dell'impianto. In seguito (sotto regime fascista) lo stadio, a causa delle origini ebraiche di Ascarelli, fu ribattezzato "Stadio Partenopeo" in quanto si ritenne inopportuno intitolare a un ebreo quello che era il maggior impianto sportivo cittadino. Lo stadio ospitò due partite dei mondiali del 1934 (tra cui la finale per il terzo posto), prima di finire distrutto dai bombardamenti abbattutisi sulla città nel corso della II guerra mondiale. Il nome di Ascarelli sopravvive comunque e continua ad identificare quel rione di case presente nella zona in cui sorgeva lo stadio ed in seguito denominato Rione Luzzatti-Ascarelli.

Nel 2011 l'impianto sportivo comunale di Ponticelli è dedicato a Giorgio Ascarelli con l'apposizione di una targa in marmo che così recita: